# 초조본 대방광불화엄경 주본 권30
초조본 대방광불화엄경 주본 권30(初雕本 大方廣佛華嚴經 周本 卷三十)은 대한민국 강원특별자치도 원주시 주)한솔제지에 있는 고려시대의 목판본 불경이다. 1994년 1월 5일 대한민국의 보물 제1191호로 지정되었다.

## 개요
대방광불화엄경은 줄여서 ‘화엄경’이라고 부르기도 하며, 부처와 중생이 둘이 아니라 하나라는 것을 기본사상으로 하고 있다. 화엄종의 근본경전으로 법화경과 함께 한국 불교사상 확립에 크게 영향을 끼친 경전이다.
당나라의 실차난타가 번역한『화엄경』주본 80권 가운데 권30의 내용을 1책으로 엮었으며, 고려 현종 때 새긴 초조대장경 가운데 하나이다. 이 책은 닥종이에 찍은 목판본으로 종이를 이어붙여 두루마리처럼 말은 형태이며, 보존상태는 양호하나 표지가 없어지고, 첫째장에 제목 등 약 20여자가 없어졌다. 책 제목아래 “新譯(신역) ”이란 표시가 있어서 이 책이 화엄경 주본 80권을 옮겨 적었음을 알 수 있다.
초조대장경은 거란의 침임을 막기 위해 판각된 우리나라 최초의 대장경으로, 해인사대장경보다 글씨가 힘이 있고, 새김이 정교한데, 매 행(行)의 글자수가 14자로 해인사본의 17자와 분명하게 구분되는 특징을 지닌다. 이 초조본은 종이질이나 인쇄상태로 보아 11세기 경에 간행된 것으로 보인다.

## 참고 자료
- 초조본 대방광불화엄경 주본 권30 - 국가유산청 국가유산포털